# Running Man Việt Nam (mùa 1)
Mùa đầu tiên của chương trình Running Man Vietnam có tên gọi đầy đủ là Chạy đi chờ chi. Chương trình do Đài Truyền hình Thành phố Hồ Chí Minh và SBS cùng với công ty Madison Media Group phối hợp thực hiện, được phát sóng trên kênh HTV7 từ ngày 6 tháng 4 năm 2019 với các thành viên chính là Trấn Thành, Liên Bỉnh Phát, Ngô Kiến Huy, Ninh Dương Lan Ngọc, Trương Thế Vinh, Jun Phạm và BB Trần.

## Danh sách các tập
| Cuộc đua | Tập | Ngày phát sóng          | Chủ đề                                                                        | Khách mời                              | Địa điểm | Đội | Đội | Nhiệm vụ | Kết quả | Chú thích |  |        |
| -------- | --- | ----------------------- | ----------------------------------------------------------------------------- | -------------------------------------- | --- | --- | --- | --- | --- | --------- |  | ------ |
| 1        | 1   | 6 tháng 4 năm 2019      | Bài kiểm tra năng lực Running Man                                             | Không khách mời                        | Trung Nguyên Legend Coffee (222 Bùi Viện) (Quận 1, Thành phố Hồ Chí Minh) (phần giới thiệu) Bảo tàng Mỹ thuật Thành phố Hồ Chí Minh (Quận 1, Thành phố Hồ Chí Minh) (mở đầu, vòng 1) Trung tâm Hội nghị GEM Center (Quận 1, Thành phố Hồ Chí Minh) (vòng 2) Khu đô thị Landmark 81 (Quận Bình Thạnh, Thành phố Hồ Chí Minh) (vòng 3) Trường Trung học phổ thông Gia Định (Quận Bình Thạnh, Thành phố Hồ Chí Minh) (vòng 4) | Không chia đội | Không chia đội | Đánh bại các đội khác Vòng 1: Thử thách tập trung Vòng 2: Thử thách lòng dũng cảm Vòng 3: Thử thách sự kiên nhẫn Vòng 4: Xé bảng tên - Chiếc hộp 007 | Trấn Thành thắng Trấn Thành nhận huy hiệu vàng Running Man                                                                                    | [ 1 ]     |  |        |
| 2        | 2   | 13 tháng 4 năm 2019     | Cuộc đua công chúa                                                            | Minh Hằng Nam Thư                      | Bưu điện trung tâm Sài Gòn (Quận 1, Thành phố Hồ Chí Minh) (mở đầu) Đường sách Thành phố Hồ Chí Minh (Quận 1, Thành phố Hồ Chí Minh) (vòng 1) Khu du lịch The BCR (Thành phố Thủ Đức, Thành phố Hồ Chí Minh) (vòng 2) Bảo tàng Áo dài (Thành phố Thủ Đức, Thành phố Hồ Chí Minh) (vòng 3) | Đội Hồng (Lan Ngọc, BB Trần, Liên Bỉnh Phát) Đội Cam (Minh Hằng, Trấn Thành, Trương Thế Vinh) Đội Xanh Lá (Nam Thư, Ngô Kiến Huy, Jun Phạm)                             | Đội Hồng (Lan Ngọc, BB Trần, Liên Bỉnh Phát) Đội Cam (Minh Hằng, Trấn Thành, Trương Thế Vinh) Đội Xanh Lá (Nam Thư, Ngô Kiến Huy, Jun Phạm)                             | Đánh bại các đội khác Vòng 1: Cuộc đua đường sách Vòng 2: Nhiệm vụ trượt thau Vòng 3: Xé bảng tên - Bảo vệ công chúa | Đội Hồng thắng Mỗi thành viên đội Hồng nhận huy hiệu vàng Running Man                                                                         | [ 2 ]     |  |        |
| 3        | 3   | - 20 tháng 4 năm 2019 - | Cuộc đua đĩa nhạc                                                             | Ưng Hoàng Phúc Phạm Quỳnh Anh Thu Thủy | Envy Bar (Quận 1, Thành phố Hồ Chí Minh) (mở đầu) Trường Đại học Quốc tế Hồng Bàng (Quận Bình Thạnh, Thành phố Hồ Chí Minh) (vòng 1–4) | Đội Xanh Lá (Ưng Hoàng Phúc, Lan Ngọc, Ngô Kiến Huy, Jun Phạm, BB Trần) .                                                                                               | Đội Hồng (Phạm Quỳnh Anh, Thu Thủy, Trấn Thành, Trương Thế Vinh, Liên Bỉnh Phát) .                                                                                      | Đánh bại các đội khác Vòng 1: Hét trong im lặng Vòng 2: Thử thách Chuyền đĩa CD Vòng 3: Karaoke thể hình Vòng 4: Xé bảng tên đĩa nhạc | Đội Xanh Lá thắng Mỗi thành viên đội Xanh lá nhận huy hiệu vàng Running Man                                                                   | [ 3 ]     |  |        |
| 3        | 4   | 27 tháng 4 năm 2019 -   | Cuộc đua đĩa nhạc                                                             | Ưng Hoàng Phúc Phạm Quỳnh Anh Thu Thủy | Envy Bar (Quận 1, Thành phố Hồ Chí Minh) (mở đầu) Trường Đại học Quốc tế Hồng Bàng (Quận Bình Thạnh, Thành phố Hồ Chí Minh) (vòng 1–4) | Đội Xanh Lá (Ưng Hoàng Phúc, Lan Ngọc, Ngô Kiến Huy, Jun Phạm, BB Trần) .                                                                                               | Đội Hồng (Phạm Quỳnh Anh, Thu Thủy, Trấn Thành, Trương Thế Vinh, Liên Bỉnh Phát) .                                                                                      | Đánh bại các đội khác Vòng 1: Hét trong im lặng Vòng 2: Thử thách Chuyền đĩa CD Vòng 3: Karaoke thể hình Vòng 4: Xé bảng tên đĩa nhạc | Đội Xanh Lá thắng Mỗi thành viên đội Xanh lá nhận huy hiệu vàng Running Man                                                                   | [ 4 ]     |  |        |
| 4        | 4   | 27 tháng 4 năm 2019 -   | Cuộc đua kim tiền                                                             | Lâm Vỹ Dạ                              | Cầu Ánh Sao (Quận 7, Thành phố Hồ Chí Minh) (mở đầu, vòng 1) Hồ bơi Maia Club (Quận 7, Thành phố Hồ Chí Minh) (vòng 2) Nhà hàng Buffet D'Maris (Quận 7, Thành phố Hồ Chí Minh) (vòng 3) Công ty TNHH Phát triển Phú Mỹ Hưng (Quận 7, Thành phố Hồ Chí Minh) (vòng 4) | Vòng 1,4: Không chia đội | Vòng 1,4: Không chia đội | Đánh bại các thành viên khác Vòng 1: Cuộc đua kim tiền Vòng 2: Đố vui cầu thăng bằng Vòng 3: Bingo món ăn Vòng 4: Xé bảng tên giành chi phí đi nghỉ mát | BB Trần thắng BB Trần nhận 5 triệu cho chuyến nghỉ mát                                                                                        | [ 4 ]     |  |        |
| 4        | 5   | 11 tháng 5 năm 2019     | Cuộc đua kim tiền                                                             | Lâm Vỹ Dạ                              | Cầu Ánh Sao (Quận 7, Thành phố Hồ Chí Minh) (mở đầu, vòng 1) Hồ bơi Maia Club (Quận 7, Thành phố Hồ Chí Minh) (vòng 2) Nhà hàng Buffet D'Maris (Quận 7, Thành phố Hồ Chí Minh) (vòng 3) Công ty TNHH Phát triển Phú Mỹ Hưng (Quận 7, Thành phố Hồ Chí Minh) (vòng 4) | Vòng 2,3: Đội Vàng (Lan Ngọc, Trương Thế Vinh, Liên Bỉnh Phát, Ngô Kiến Huy) Đội Cam (Lâm Vỹ Dạ, Trấn Thành, BB Trần, Jun Phạm)                                         | Vòng 2,3: Đội Vàng (Lan Ngọc, Trương Thế Vinh, Liên Bỉnh Phát, Ngô Kiến Huy) Đội Cam (Lâm Vỹ Dạ, Trấn Thành, BB Trần, Jun Phạm)                                         | Đánh bại các thành viên khác Vòng 1: Cuộc đua kim tiền Vòng 2: Đố vui cầu thăng bằng Vòng 3: Bingo món ăn Vòng 4: Xé bảng tên giành chi phí đi nghỉ mát | BB Trần thắng BB Trần nhận 5 triệu cho chuyến nghỉ mát                                                                                        | [ 5 ]     |  |        |
| 5        | 6   | - 18 tháng 5 năm 2019 - | Cuộc đua giải nhiệt mùa hè                                                    | Quang Trung Kelvin Khánh Khởi My       | Khu du lịch Đại Nam (Thành phố Thủ Dầu Một, Bình Dương) | Đội Trắng (BB Trần, Quang Trung, Liên Bỉnh Phát) Đội Cam (Jun Phạm, Khởi My, Trấn Thành) Đội Xanh (Trương Thế Vinh, Kelvin Khánh, Ngô Kiến Huy) .                       | Đội Trắng (BB Trần, Quang Trung, Liên Bỉnh Phát) Đội Cam (Jun Phạm, Khởi My, Trấn Thành) Đội Xanh (Trương Thế Vinh, Kelvin Khánh, Ngô Kiến Huy) .                       | Đánh bại các đội khác Vòng 1: Trò chơi Kim Cương Vòng 2: Đại chiến giữa biển Vòng 3: Xé bảng tên - Mở hộp báu vật | Đội Xanh thắng Mỗi thành viên đội Xanh nhận huy hiệu vàng Running Man và phần quà của chương trình                                            | [ 6 ]     |  |        |
| 5        | 7   | 25 tháng 5 năm 2019     | Cuộc đua giải nhiệt mùa hè                                                    | Quang Trung Kelvin Khánh Khởi My       | Khu du lịch Đại Nam (Thành phố Thủ Dầu Một, Bình Dương) | Đội Trắng (BB Trần, Quang Trung, Liên Bỉnh Phát) Đội Cam (Jun Phạm, Khởi My, Trấn Thành) Đội Xanh (Trương Thế Vinh, Kelvin Khánh, Ngô Kiến Huy) .                       | Đội Trắng (BB Trần, Quang Trung, Liên Bỉnh Phát) Đội Cam (Jun Phạm, Khởi My, Trấn Thành) Đội Xanh (Trương Thế Vinh, Kelvin Khánh, Ngô Kiến Huy) .                       | Đánh bại các đội khác Vòng 1: Trò chơi Kim Cương Vòng 2: Đại chiến giữa biển Vòng 3: Xé bảng tên - Mở hộp báu vật | Đội Xanh thắng Mỗi thành viên đội Xanh nhận huy hiệu vàng Running Man và phần quà của chương trình                                            |           |  |        |
| 6        | 7   | 25 tháng 5 năm 2019     | Cuộc đua thần giao cách cảm                                                   | Không khách mời                        | Công ty TNHH Thực phẩm Orion Vina (Thị xã Bến Cát, Bình Dương) | Vòng 1: Không chia đội . | Vòng 1: Không chia đội . | Tìm và tiêu diệt gián điệp Vòng 1: Thần giao cách cảm - Chọn trang phục - Chọn bánh - Rút khăn trải bàn - Ngôn ngữ hình thể - Chọn món ăn - Dùng bánh xe để làm đổ ki bowling - Đá bóng vào bảng tên Vòng 2: Xé bảng tên - Truy tìm gián điệp                                                    | Đội Nhiệm vụ thắng Đội Nhiệm vụ giành được những phần quà để trao cho các bạn nhỏ tại Trung tâm Nhân đạo Trẻ em                               |           |  |        |
| 6        | 8   | 1 tháng 6 năm 2019      | Cuộc đua thần giao cách cảm                                                   | Không khách mời                        | Công ty TNHH Thực phẩm Orion Vina (Thị xã Bến Cát, Bình Dương) | Vòng 2: Gián điệp (Trấn Thành) Đội Nhiệm vụ (Trương Thế Vinh, Ngô Kiến Huy, Jun Phạm, BB Trần, Lan Ngọc, Liên Bỉnh Phát)                                                | Vòng 2: Gián điệp (Trấn Thành) Đội Nhiệm vụ (Trương Thế Vinh, Ngô Kiến Huy, Jun Phạm, BB Trần, Lan Ngọc, Liên Bỉnh Phát)                                                | Tìm và tiêu diệt gián điệp Vòng 1: Thần giao cách cảm - Chọn trang phục - Chọn bánh - Rút khăn trải bàn - Ngôn ngữ hình thể - Chọn món ăn - Dùng bánh xe để làm đổ ki bowling - Đá bóng vào bảng tên Vòng 2: Xé bảng tên - Truy tìm gián điệp                                                    | Đội Nhiệm vụ thắng Đội Nhiệm vụ giành được những phần quà để trao cho các bạn nhỏ tại Trung tâm Nhân đạo Trẻ em                               | [ 7 ]     |  |        |
| 7        | 9   | - 8 tháng 6 năm 2019 -  | Cuộc đua đám cưới                                                             | Hari Won Puka Sam                      | Long Island (Thành phố Thủ Đức, Thành phố Hồ Chí Minh) | Đội Xanh Dương (Puka, Liên Bỉnh Phát) Đội Xanh Ngọc (Sam, Jun Phạm) Đội Trắng (Lan Ngọc, Trấn Thành) Đội Cam (Hari Won, Ngô Kiến Huy) Đội Đỏ (Trương Thế Vinh, BB Trần) | Đội Xanh Dương (Puka, Liên Bỉnh Phát) Đội Xanh Ngọc (Sam, Jun Phạm) Đội Trắng (Lan Ngọc, Trấn Thành) Đội Cam (Hari Won, Ngô Kiến Huy) Đội Đỏ (Trương Thế Vinh, BB Trần) | Đánh bại các đội khác Vòng 1: Mua sắm gia dụng - Chiếc thùng yêu thích Vòng 2: Kéo co làm hoa cưới Vòng 3: Cuộc đua cuối - Chia rẽ đôi lứa | Đội Xanh Dương thắng Puka và Liên Bỉnh Phát nhận quần áo và hoa để tổ chức đám cưới                                                           | [ 8 ]     |  |        |
| 7        | 10  | 15 tháng 6 năm 2019     | Cuộc đua đám cưới                                                             | Hari Won Puka Sam                      | Long Island (Thành phố Thủ Đức, Thành phố Hồ Chí Minh) | Đội Xanh Dương (Puka, Liên Bỉnh Phát) Đội Xanh Ngọc (Sam, Jun Phạm) Đội Trắng (Lan Ngọc, Trấn Thành) Đội Cam (Hari Won, Ngô Kiến Huy) Đội Đỏ (Trương Thế Vinh, BB Trần) | Đội Xanh Dương (Puka, Liên Bỉnh Phát) Đội Xanh Ngọc (Sam, Jun Phạm) Đội Trắng (Lan Ngọc, Trấn Thành) Đội Cam (Hari Won, Ngô Kiến Huy) Đội Đỏ (Trương Thế Vinh, BB Trần) | Đánh bại các đội khác Vòng 1: Mua sắm gia dụng - Chiếc thùng yêu thích Vòng 2: Kéo co làm hoa cưới Vòng 3: Cuộc đua cuối - Chia rẽ đôi lứa | Đội Xanh Dương thắng Puka và Liên Bỉnh Phát nhận quần áo và hoa để tổ chức đám cưới                                                           | [ 9 ]     |  |        |
| 8        | 10  | 15 tháng 6 năm 2019     | Cuộc đua câu lạc bộ ưu tú                                                     | Hiền Hồ                                | Trường Quốc tế Bắc Mỹ (SNA) (Huyện Bình Chánh, Thành phố Hồ Chí Minh) | Đội Kịch (Lan Ngọc, BB Trần, Thế Vinh, Liên Bỉnh Phát) . | Đội Nhảy (Trấn Thành, Ngô Kiến Huy, Jun Phạm, Hiền Hồ) . | Đánh bại các đội khác Vòng 1: Tiết Toán - Cú đá cao Vòng 2: Tiết Đạo Đức - Viết tên học sinh làm ồn Vòng 3: Tiết Ngữ Văn - Ngôn ngữ hình thể tiếp sức Vòng 4: Tiết Mỹ Thuật - Nín thở tìm đồ Vòng 5: Vòng đua cuối - Lấp đầy bảng điểm                                                           | Đội Nhảy thắng Đội Nhảy đại diện cho trường chúc các bạn sĩ tử thi tốt và nhận huy hiệu vàng Running Man                                      | [ 9 ]     |  |        |
| 8        | 11  | 22 tháng 6 năm 2019     | Cuộc đua câu lạc bộ ưu tú                                                     | Hiền Hồ                                | Trường Quốc tế Bắc Mỹ (SNA) (Huyện Bình Chánh, Thành phố Hồ Chí Minh) | Đội Kịch (Lan Ngọc, BB Trần, Thế Vinh, Liên Bỉnh Phát) . | Đội Nhảy (Trấn Thành, Ngô Kiến Huy, Jun Phạm, Hiền Hồ) . | Đánh bại các đội khác Vòng 1: Tiết Toán - Cú đá cao Vòng 2: Tiết Đạo Đức - Viết tên học sinh làm ồn Vòng 3: Tiết Ngữ Văn - Ngôn ngữ hình thể tiếp sức Vòng 4: Tiết Mỹ Thuật - Nín thở tìm đồ Vòng 5: Vòng đua cuối - Lấp đầy bảng điểm                                                           | Đội Nhảy thắng Đội Nhảy đại diện cho trường chúc các bạn sĩ tử thi tốt và nhận huy hiệu vàng Running Man                                      |           |  | [ 10 ] |
| 9        | 11  | 22 tháng 6 năm 2019     | Cuộc đua số thứ tự                                                            | Anh Đức                                | Trung tâm thương mại Crescent Mall (Quận 7, Thành phố Hồ Chí Minh) (mở đầu, vòng 1) Khu đô thị Landmark 81 (Quận Bình Thạnh, Thành phố Hồ Chí Minh) (vòng 2–3) Công viên Vinhomes Central Park (Quận Bình Thạnh, Thành phố Hồ Chí Minh) (vòng 4) | Số 1 (Jun Phạm) Số 2 (Trương Thế Vinh) Số 3 (Trấn Thành) Số 4 (BB Trần) Số 5 (Lan Ngọc) Số 6 (Anh Đức) Số 7 (Ngô Kiến Huy) Số 8 (Liên Bỉnh Phát)                        | Số 1 (Jun Phạm) Số 2 (Trương Thế Vinh) Số 3 (Trấn Thành) Số 4 (BB Trần) Số 5 (Lan Ngọc) Số 6 (Anh Đức) Số 7 (Ngô Kiến Huy) Số 8 (Liên Bỉnh Phát)                        | Đánh bại các thành viên khác Vòng 1: Cuộc đua trốn tìm của Ngô Kiến Huy - Trò chơi "Giả": Vương quốc huy hiệu - Thử thách 1: Thảy đá - Thử thách 2: Ném chai - Thử thách 3: Đội nón chui xà ngang Vòng 2: Nghe nhạc đoán bài hát Vòng 3: Xé bảng tên - Thu thập gợi ý Vòng 4: Cuộc đua số thứ tự | Ngô Kiến Huy thắng Ngô Kiến Huy nhận huy hiệu vàng Running Man và phần quà là điện thoại Oppo Reno                                            |           |  | [ 10 ] |
| 9        | 12  | 29 tháng 6 năm 2019     | Cuộc đua số thứ tự                                                            | Anh Đức                                | Trung tâm thương mại Crescent Mall (Quận 7, Thành phố Hồ Chí Minh) (mở đầu, vòng 1) Khu đô thị Landmark 81 (Quận Bình Thạnh, Thành phố Hồ Chí Minh) (vòng 2–3) Công viên Vinhomes Central Park (Quận Bình Thạnh, Thành phố Hồ Chí Minh) (vòng 4) | Vòng 1: Khách mời (Anh Đức) Đội Nhiệm vụ (Lan Ngọc, Trấn Thành, Liên Bỉnh Phát, Jun Phạm, BB Trần, Trương Thế Vinh, Ngô Kiến Huy)                                       | Vòng 2: Đội Xanh lá (Trấn Thành, BB Trần, Anh Đức, Ninh Dương Lan Ngọc) Đội Tím (Trương Thế Vinh, Ngô Kiến Huy, Jun Phạm, Liên Bỉnh Phát)                               | Đánh bại các thành viên khác Vòng 1: Cuộc đua trốn tìm của Ngô Kiến Huy - Trò chơi "Giả": Vương quốc huy hiệu - Thử thách 1: Thảy đá - Thử thách 2: Ném chai - Thử thách 3: Đội nón chui xà ngang Vòng 2: Nghe nhạc đoán bài hát Vòng 3: Xé bảng tên - Thu thập gợi ý Vòng 4: Cuộc đua số thứ tự | Ngô Kiến Huy thắng Ngô Kiến Huy nhận huy hiệu vàng Running Man và phần quà là điện thoại Oppo Reno                                            | [ 11 ]    |  |        |
| 10       | 13  | 6 tháng 7 năm 2019      | Cuộc đua dân gian                                                             | Tóc Tiên                               | Khu căn hộ The Art Gia Hòa (Thành phố Thủ Đức, Thành phố Hồ Chí Minh) (mở đầu) Hồ bơi Ánh Viên (Thành phố Thủ Đức, Thành phố Hồ Chí Minh) (vòng 1) Khu du lịch Bình Quới 2 (Quận Bình Thạnh, Thành phố Hồ Chí Minh) (vòng 2–3) | Đội Xanh (Tóc Tiên, Trấn Thành, Ngô Kiến Huy, BB Trần) | Đội Đỏ (Lan Ngọc, Liên Bỉnh Phát, Jun Phạm, Trương Thế Vinh) | Đánh bại các đội khác Vòng 1: Vượt cầu phao Vòng 2: Cuộc đua cà kheo Vòng 3: Xé bảng tên - Tấn công & Phòng thủ | Đội Xanh thắng Mỗi thành viên đội Xanh nhận huy hiệu vàng Running Man                                                                         | [ 12 ]    |  |        |
| 11       | 14  | 13 tháng 7 năm 2019     | Cuộc đua thẻ bài - Tìm lại siêu năng lực bị đánh mất                          | Đông Nhi Song Luân                     | Khu du lịch Vinpearl Land Nha Trang (Hòn Tre, Thành phố Nha Trang, Khánh Hòa) | Đội Cam (Jun Phạm, Trương Thế Vinh, Đông Nhi) Đội Xanh Lá (Lan Ngọc, Liên Bỉnh Phát, Song Luân) Đội Tím (Ngô Kiến Huy, Trấn Thành, BB Trần)                             | Đội Cam (Jun Phạm, Trương Thế Vinh, Đông Nhi) Đội Xanh Lá (Lan Ngọc, Liên Bỉnh Phát, Song Luân) Đội Tím (Ngô Kiến Huy, Trấn Thành, BB Trần)                             | Thu thập thẻ bài năng lực Vòng 1: Cuộc đua các thẻ bài - Nhiệm vụ Gió: Đu quay lộn đầu - Nhiệm vụ Lửa: Dập tắt đèn cầy - Nhiệm vụ Nước: Đố vui cầu trượt Vòng 2: Xé bảng tên - Thu thập thẻ bài                                                                                                  | Đội Cam thắng Mỗi thành viên đội Cam nhận huy hiệu vàng của Running Man và một chuyến nghỉ dưỡng tại Vinpearl                                 | [ 13 ]    |  |        |
| 12       | 15  | 20 tháng 7 năm 2019     | Cuộc đua kẻ mạnh nhất ''Running Man Việt Nam - Chạy đi chờ chi mùa đầu tiên'' | Không khách mời                        | Khu du lịch Vinpearl Land Nha Trang (Hòn Tre, Thành phố Nha Trang, Khánh Hòa) | Không chia đội | Không chia đội | Đánh bại các thành viên khác Vòng 1: Nhiệm vụ thức giấc Vòng 2: Thổi bột tìm đồ vật bị chôn vùi giành phần ăn buffet Vòng 3: Xé bảng tên - Tìm kẻ mạnh nhất "Chạy đi chờ chi mùa 1" | Lan Ngọc thắng Lan Ngọc được mệnh danh là người mạnh nhất "Chạy đi chờ chi mùa 1", nhận huy hiệu vàng Running Man và cúp vàng Chạy đi chờ chi | [ 14 ]    |  |        |